# Chrysanthemum Tran
Chrysanthemum Tran là một nhà thơ, nhà văn và nghệ sĩ biểu diễn người Mỹ gốc Việt sống ở Rhode Island. Năm 2016, Tran trở thành người phụ nữ chuyển giới đầu tiên lọt vào vòng chung kết cuộc thi thơ dành cho phụ nữ của thế giới, Women of the World Poetry Slam. Năm 2019, Tran thắng 25.000 đô la để hoàn thành tập thơ đầu tiên của mình và phát triển một hội nghị chuyên đề về thơ ở Wakefield, Rhode Island. Năm 2022, cô góp mặt trong dự án của PBS, True Colors: LGBTQ+ Our Music, Our Stories.

## Tác phẩm

### Buổi diễn
- Anthem, Oberon, 2019[4]

### Bài luận
- "How Do You Create Community Out of a Rainbow of Difference?", The Nation, June 2019[5]
- "When Remembering Stonewall, We Need To Listen to Those Who Were There", them., June 2018[6]

### Thơ
- "I Don't Even Like Sports", Poetry Foundation, 2022[7]
- "Biological Woman (After Maya Angelou)", Finals at Women of the World Poetry Slam, 2018[8]
- "Binge", Muzzle Magazine, June 2017[9]
- "Behold! A Spectacle", The Offing, February 2016[10]
- "This Poem Is For Us", National Poetry Slam Finals, 2016[11]
- "On Using the Trans Panic Defense", The Offing, February 2016[10]
- "On (Not) Forgiving My Mother", Finals at Rustbelt Regional Poetry Slam, 2016[12]
- "Discovery (For Jennifer Laude)", Finals at Providence Poetry Slam, 2016[13]
- "Vampires", College Unions Poetry Slam Invitational, 2016[14]
- "Transplant", College Unions Poetry Slam Invitational, 2016[15]
- "Why I Never Reported My Rape", Women of the World Poetry Slam, 2016[16]
- "Cognates", Women of the World Poetry Slam, 2016[17]
- "I Had An Ultrasound", National Poetry Slam Semi-Finals, 2015[18]

### Hợp tuyển văn thơ
- "Ode to Enclaves", Ink Knows No Borders: Poems of the Immigrant and Refugee Experience, 2019[19][20]
- "On Using the Trans Panic Defense" & "On (Not) Forgiving My Mother", Bettering American Poetry Vol. 2, 2018[21]

### Phát biểu và bình luận
- "The Lunch Room Episode 16", American Repertory Theater, 2020[22]
- "Who Threw the First Brick at Stonewall? Let's Argue About It", The New York Times, 2019[23]
- "Queering the Present", PanAsian Solidarity Coalition Spring Festival, 2018[24]
- "#WOCMakingHistory", We, Ceremony, 2018[25]

## Giải thưởng
- Robert and Margaret MacColl Johnson Fund Fellow, Rhode Island Foundation, 2018[26]
- Poetry Slam Champion, Feminine Empowerment Movement Slam, 2017[27]
- Fellow, Pink Door, 2016[28]
- Best Poet & Best Poem, College Unions Poetry Slam Invitational, 2016[27]
- Poetry Slam Champion, Rustbelt, 2016[4]
- Finalist, Women of the World Poetry Slam, 2016[4][29]
- Pushing the Art Forward, College Unions Poetry Slam Invitational, 2015[30]